# FV4202
FV4202 — британский опытный средний танк, разработанный в 1955—1956 годах британской компанией Leyland Motors. Он был использован для разработки различных концепций, позже использованных в основном боевом танке Chieftain.

## История создания
FV4202 был построен компанией Leyland Motors в качестве исследовательской машины для FVRDE для тестирования концептуальной компоновки предлагаемого основного боевого танка FV4201 Chieftain. Три танка были построены в период с 1955 год по 1956 год. Вес FV4202 составлял 42 тонны. Один из танков хранится в танковом музее в Бовингтоне, а другие использовались в качестве учебного образца для восстановления в SEME Bordon.

## Описание конструкции
Опытный образец танка FV4202 был собран из деталей среднего танка Centurion, таких как подвески, разрядники дымовых гранат, вооружение, люки, купол, прицелы и привод башни. Для танка была построена безмасочная литая башня с внутренней маской.
Имея более короткий корпус, чем у Centurion, FV4202 имел только пять опорных катков с каждой стороны. FV4202 также был ниже, чем Centurion, из-за использования дорожных катков диаметром 28 дюймов (31 дюйм у Центуриона). Гусеницы были более узким вариантом тех, что использовались на ранних модификациях танка Centurion.
FV4202 приводился в действие восьмицилиндровым бензиновым двигателем Rolls-Royce Meteorite V8, который, по сути, составлял две трети от двенадцатицилиндрового Rolls-Royce Meteor V12. Двигатель Meteorite имеет объем 18,01 литра (1099 кубических дюймов) и выдает 520 л. с. (393 кВт) при 2700 оборотах в минуту. Двигатель был соединен с коробкой передач Merritt-Brown V52, первоначально разработанной для среднего крейсерского танка Vickers Mk. I.

## В игровой индустрии
Танк FV4202 представлен в британской ветке исследования в игре World of Tanks как премиальный средний танк VIII уровня. 
FV4202 представлен в британской ветке исследования в игре World of Tanks Blitz как средний танк X уровня.
Также FV4202 представлен в ММО игре War Thunder как средний танк IV ранга в ветки исследования Великобритании, добавленный в обновлении 1.63 «Охотники пустыни».